# Сирийская коммунистическая партия
Сирийская коммунистическая партия (араб. الحزب الشيوعي السوري‎) — политическая партия в Сирии.

## История
В качестве отдельной партии была образована в 1944 году из Коммунистической партии Сирии и Ливана, которая была создана в 1924 году в Бейруте. Её лидер с 1936 года, Халед Багдаш, не шёл строго по ленинскому пути, а открыл партию для тех, кто боролся за независимость Сирии от Франции. В 1954 году Халид Бакдаш становится первым коммунистом, избранным в арабский парламент. 
С 1958 по 1970 год, в эру Насера и правления Партии арабского социалистического возрождения (Баас) члены партии подвергались преследованию. Ситуация несколько изменилась с приходом к власти Хафез аль-Асада. Партия приобрела легальность в связи с входом в 1972 году в Национальный прогрессивный фронт, который возглавляется правящей партией Баас. 
Однако вмешательство сирийских властей в поддержку правого правительства маронитов в гражданской войне в Ливане закрепило откол от СКП её радикального крыла во главе с Риядом аль-Турком, сформировавшим Сирийскую коммунистическую партию (Политическое бюро), которая сыграет важную роль в демократической оппозиции и в 2005 году примет название Сирийской демократической народной партии. Также от СКП в 1970-х откололась Коммунистическая рабочая партия, тоже занимавшая резко оппозиционную к баасистскому режиму позицию. 

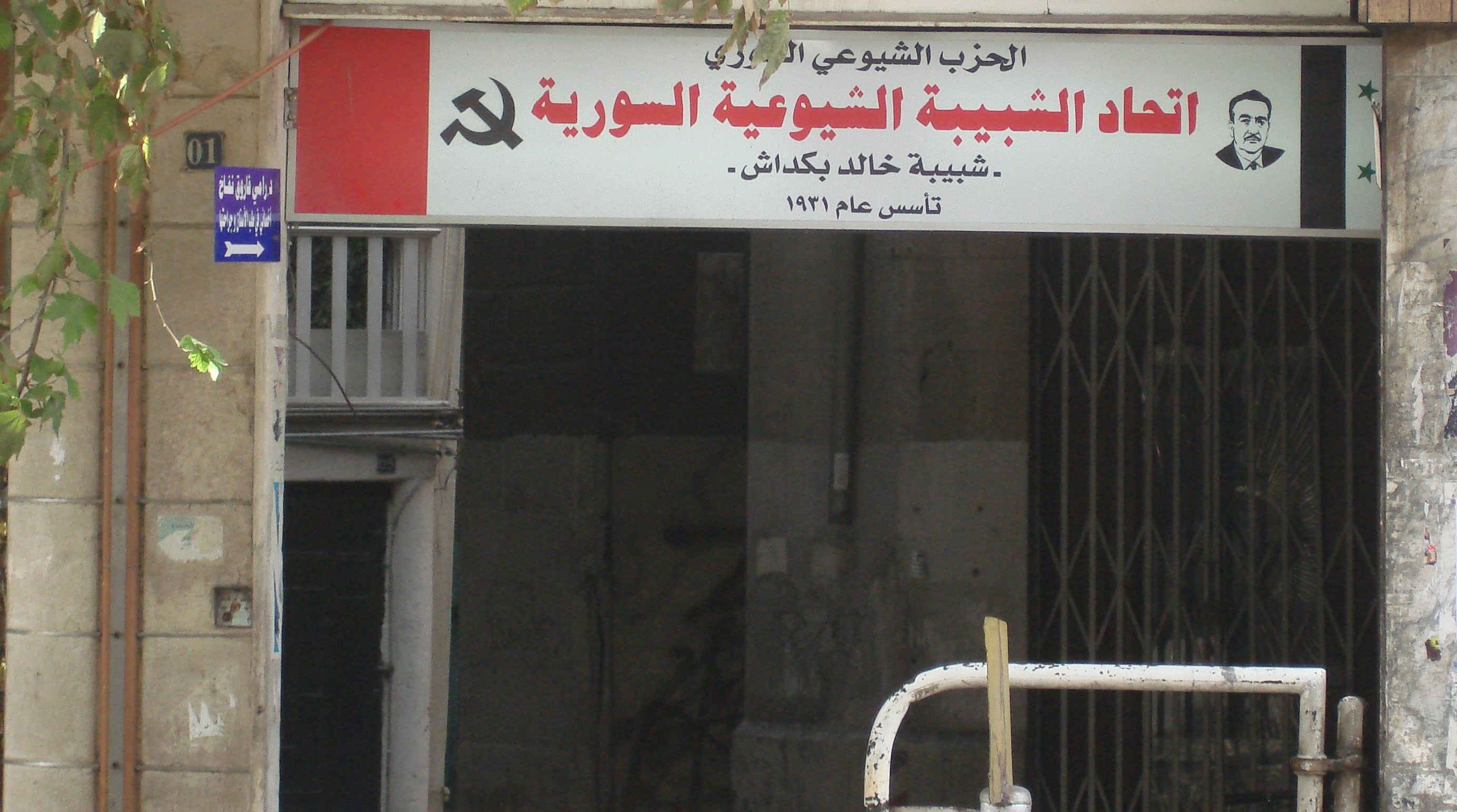
Офис комсомола Сирии в Дамаске

В 1986 году споры в руководстве партии между Юсефом Файсалом и Халедом Багдашем относительно отношения партии к перестройке в СССР привели к расколу партии. Каждая из фракций долгое время выступали под именем «Коммунистическая партия Сирии», позднее историческое название осталось за партией Багдаша, а партия Файсала стала называться Сирийская коммунистическая партия (объединённая).
После смерти Багдаша в 1995 году во главе его части партии находится его вдова, Висаль Фарха Багдаш. В выбранном 22 апреля 2007 года парламенте обе партии вместе занимали 8 из 250 мест.
В 2000 году от партии откололась группа во главе с Кадри Джамилем, образовав Партию народной воли. 